# Campaspe
Campaspe – rzeka w Australii, w stanie Wiktoria. Ma 160 km długości. Jej źródło znajduje się w Wielkich Górach Wododziałowych, na południe od miasta Kyneton. Płynie w kierunku północnym, uchodzi do rzeki Murray. Jest wykorzystywana głównie do projektów irygacyjnych. Została odkryta w 1836 roku przez Thomasa Mitchella i nazwana na cześć Kampaspe, kochanki Aleksandra Wielkiego.